# Entorn de vol

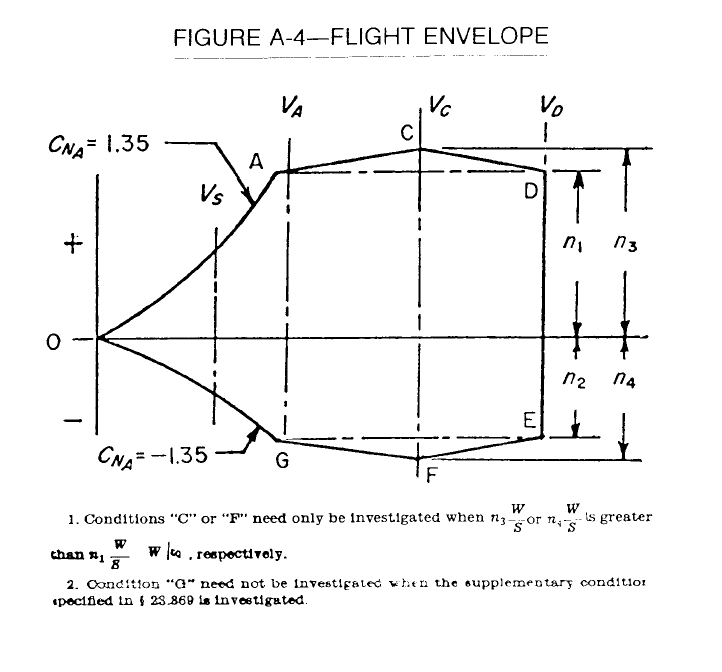
Esquema de l'entorn de vol

L'entorn de vol d'una aeronau es refereix als seus límits aerodinàmics de velocitat màxima, factor de càrrega o densitat atmosfèrica, del qual normalment es parla referint-se a l'altitud màxima a la qual pot volar l'aeronau. Si una aeronau surt d'aquest entorn, en alguns casos pot ser danyada o destruïda, per la qual cosa no s'han de sobrepassar aquests límits en cap moment. Per aquest motiu, els avions de passatgers moderns estan equipats amb sistemes de protecció de l'entorn de vol.
L'entorn de vol és un d'entre molts termes que es refereixen al mateix. És potser el més comú de tots perquè és el més antic, car s'utilitza des de les primeres proves de vol. Està estretament relacionat amb termes més moderns com la potència d'excés i el doghouse plot, que són altres maneres de definir un entorn de vol. L'entorn de vol actualment s'utilitza també fora de l'àmbit de l'enginyeria, referint-se als límits estrictes sobre els quals funcionarà una activitat, o també com el comportament previsible d'un fenomen o situació donada.